# Aphidius
Aphidius  (лат.) — род паразитических наездников из семейства Braconidae длиной около 3 мм.

## Описание
Эндопаразитоиды, которые откладывают свои яйца в тело тлей. Нитевидные усики состоят из 13—23 члеников у самок и 15—24 — у самцов. Голова поперечная. Нижнечелюстные щупики состоят из 3—4 члеников, а нижнегубные — из 2—3 члеников. Более 80 видов (Палеарктика — 60, Россия — 23) в том числе:
- Aphidius alius
- Aphidius amelanchieri
- Aphidius amphorophori
- Aphidius atropetiolatus
- Aphidius avenaphis
- Aphidius colemani
- Aphidius eadyi
- Aphidius ericaphidis
- Aphidius ervi
- Aphidius funebris
- Aphidius gifuensis
- Aphidius matricariae
- Aphidius nigripes
- Aphidius picipes
- Aphidius pisivorus
- Aphidius rhopalosiphi
- Aphidius rosae
- Aphidius salicis
- Aphidius smithi
- Aphidius sonchi
- Aphidius transcaspicus
- Aphidius uzbekistanicus
- Aphidius vaccinii

### Синонимы
- Incubus Schrank, 1802
- Lysaphidus Smith, 1944
- Theracmion Holmgren, 1872
- Tremblayia Tizado & Nunez-Perez, 1995